# Thomas Verhaar
Thomas Verhaar (Rotterdam, 8 marzo 1988) è un ex calciatore olandese, di ruolo attaccante.

## Carriera

### Club
È cresciuto nelle giovanili dello Sparta Rotterdam.

## Statistiche

### Presenze e reti nei club
Statistiche aggiornate all'8 gennaio 2018.
| Stagione                | Squadra                 | Campionato              | Campionato | Campionato | Coppe nazionali | Coppe nazionali | Coppe nazionali | Coppe continentali | Coppe continentali | Coppe continentali | Altre coppe | Altre coppe | Altre coppe | Totale | Totale | Totale |
| Stagione                | Squadra                 | Comp                    | Pres       | Reti       | Comp            | Pres            | Reti            | Comp               | Pres               | Reti               | Comp        | Pres        | Reti        | Pres   | Reti   |        |
| ----------------------- | ----------------------- | ----------------------- | ---------- | ---------- | --------------- | --------------- | --------------- | ------------------ | ------------------ | ------------------ | ----------- | ----------- | ----------- | ------ | ------ | ------ |
| 2014-2015               | Sparta Rotterdam        | EED                     | 36         | 7          | CO              | 2               | 1               |                    | -                  | -                  |             | -           | -           | 38     | 8      |        |
| 2015-2016               | Sparta Rotterdam        | EED                     | 33         | 24         | CO              | 1               | 2               |                    | -                  | -                  |             | -           | -           | 34     | 26     |        |
| 2016-2017               | Sparta Rotterdam        | ERE                     | 26         | 5          | CO              | 3               | 2               |                    | -                  | -                  |             | -           | -           | 29     | 7      |        |
| 2017-2018               | Sparta Rotterdam        | ERE                     | 5          | 0          | CO              | 1               | 0               |                    | -                  | -                  |             | -           | -           | 6      | 0      |        |
| Totale Sparta Rotterdam | Totale Sparta Rotterdam | Totale Sparta Rotterdam | 100        | 36         |                 | 7               | 5               |                    | -                  | -                  |             | -           | -           | 107    | 41     |        |

## Palmarès
- Eerste Divisie: 1

Sparta Rotterdam: 2015-2016